# 简·贝特克
简·贝特克（英語：Jan Betker，1960年7月19日—），加拿大女子冰壶运动员。她曾代表加拿大获得1998年冬季奥运会女子冰壶比赛金牌。她也曾三次获得世界女子冰壶锦标赛冠军。